# Ixora versteegii
Ixora versteegii är en måreväxtart som beskrevs av Cornelis Eliza Bertus Bremekamp. Ixora versteegii ingår i släktet Ixora och familjen måreväxter. Inga underarter finns listade i Catalogue of Life.